# Kineke Alexander
Kineke Alicica Alexander (* 21. Februar 1986 in Kingstown) ist eine vincentische Leichtathletin, die sich auf den Sprint spezialisiert hat.

## Biografie
Kineke Alexander startete bei den Olympischen Spielen 2008, 2012 und 2016 jeweils im 400-Meter-Lauf. Bei jeder der drei Teilnahmen war sie Fahnenträgerin der vincentischen Mannschaft während der Eröffnungsfeier sowie 2008 und 2016 während der Schlussfeier.
2015 gewann sie bei den Panamerikanischen Spielen im Toronto über 400 Meter die Bronzemedaille. Zudem wurde sie 2013 Zentralamerika- und Karibikmeisterin über 200 Meter.